# Абади, Эбби
Э́бби Аба́ди (малайск. Abby Abadi), настоящее имя — Арба́йя А́бдул Ма́нон (малайск. Arbaiyah Abdul Manan; 1 декабря 1977, Куала-Лумпур, Малайзия) — малайзийская актриса, певица, журналистка и телеведущая.

## Биография и карьера
Арабайя Абдул Манон (настоящее имя Эбби Абади) родилась 1 декабря 1977 года в Куала-Лумпуре (Малайзия).
Эбби является малайзийской актрисой, которая снималась в драматическом телесериале «Спецназ». Она выиграла «Anugerah Bintang Popular Award» как самая популярная телевизионная актриса в 2000, 2001, 2002 и 2003 годах.
Эбби Абади была участницей женской группы «Elite», прежде чем покинуть её в 1998 году. Она присоединилась к «Roda Impian» во время второго сезона в качестве со ведущей. Она позже покинула шоу.

## Личная жизнь
В 2002—2008 года Эбби была замужем за актёром Норманом Хакимом (род.1976). У бывших супругов есть трое детей: сын Мохамед Дэниш Хаким, Марисса Даня Хаким и Мария Даниша Хаким.
9 июля 2013 года вышла замуж за Мухаммада Нура Фархана Че Бакара. Их брак продлился год, они развелись 9 мая 2014 года.